# Obozin
Obozin – wieś kociewska w Polsce położona w województwie pomorskim, w powiecie starogardzkim, w gminie Skarszewy i nad jeziorem Duży Mergiel. Wieś jest siedzibą sołectwa Obozin, w którego skład wchodzi również miejscowość Jastrzębie Skarszewskie.
W latach 1975–1998 miejscowość administracyjnie należała do województwa gdańskiego.

## Zabytki
Według rejestru zabytków NID na listę zabytków wpisany jest gotycki kościół filialny pw. św. Michała Archanioła, XVI-XVII, nr rej.: A-256 z 4.12.1961. Świątynia posiada cenne barokowo-rokokowy wystrój i gotyckie rzeźby. Prezbiterium i wieża, w górnej części oktagonalna, która jest nakryta hełmem wiciowym, pochodzą z początku XIV w. Nawę wybudowano w miejscu starszej, ryglowej, u schyłku XV w.
Na skraju wsi bezstylowy dwór z połowy XIX w.